# Mongavlin Castle
Mongavlin Castle, auch Mongevlin Castle, ist die Ruine einer Niederungsburg am Westufer des River Foyle, etwa 3 Kilometer südlich des Dorfes St Johnston im irischen County Donegal. Einst war es die Festung der Familie O’Donell von Tyrconell.
Im 16. Jahrhundert war Mongavlin Castle die Hauptresidenz von Iníon Dubh, der Tochter von James MacDonald, 6. von Dunnyveg und Mutter von Hugh Roe O’Donnell. Im State Paper, in dem ihr Besitz an der Burg vermerkt ist, steht:

„(…) von Cul-Mac-Tryan erstreckt sich ein 3 Meilen langer Sumpf auf der Seite des Foyle-Sees; mitten im Sumpf gibt es einen stehenden See namens Bunaber; hier in Bunaber wohnt O'Donnells Mutter (Ineen Dubh M'Donnell). Drei Meilen über Cargan steht ein Fort namens McGevyvelin (Mongivlin) an dem Fluss von Loch Foyle, das hauptsächliche Haus von O'Donnells Mutter.“

Als Ineen Dubh nach Irland kam, um Sir Hugh O’Donnell zu heiraten, brachte sie eine Streitmacht von 100 der größten Männer, die man in Schottland finden konnte, mit sich. Diese Soldaten waren ihre Leibwächter, 80 von ihnen trugen den Namen Crawford. Als die Familie O’Donnell später Mongavlin Castle aufgab, ließen sich die Crawfords in der Gegend nieder und heirateten. Viele ihrer Nachkommen kann man heute noch in der Gegend finden.
Im April 1608, nach der Flucht der Grafen (14. September 1607), belagerte Sir Cahir O'Doherty, der letzte gälische Herr von Inishowen und Rebellenführer, die Stadt Derry. Er war darüber erzürnt, dass seine Ländereien bei der Plantation of Ulster konfisziert worden waren. Während Sir Cahir Derry einzunehmen versuchte, sandte er Sir Niall Garve O’Donnell zum Lifford Castle, um jeden Versuch der Engländer, Verstärkung über die Furt in Lifford nach Derry zu schicken, zu vereiteln. Niall Garve O’Donnell, der Begierig auf den Kampf war, wollte nahe am Geschehen sein und einen guten Teil der Beute bekommen, wenn Derry geplündert würde. Anstatt nach Lifford zu ziehen, marschierte er nach Mongavlin Castle und verjagte Ineen Dubh. Von hier aus begann er mit seinen Plünderungen der Gegend.  Als Sir Cahir die Nachricht von Sir O’Donnells Taten hörte, vertrieb er diesen wiederum aus Mongavlin Castle und ließ Ineen Dubh wieder einziehen. Sir Cahir brannte später Derry nieder und plünderte es, wobei der Gouverneur, Sir George Paulet, getötet wurde. Bald danach wurde die Burg aufgrund familieninterner Kämpfe der O’Donnells aufgegeben.
Die Burg wurde 1619 von Captain Nicholas Pynnar in seinen Survey of the Escheated Counties of Ulster aufgenommen, wo er schrieb, dass Sir John Stewart eine sehr starke Burg in „Magerlin“ gebaut hätte, mit einem Turm an jeder Ecke. Sie hatte einen Schlussstein mit der Beschriftung J. S. – E. S. T. – 1619 über dem Eingangstor, der aber Anfang des 18. Jahrhunderts verloren ging. Auch wenn die Quelle angibt, dass die Burg 1619 fertiggestellt worden sei, so gibt es hierzu einen Widerspruch zu einem späteren Bericht (1622) der Escheated Counties of Ulster, in dem steht: Sir John Stuart, Kandidat auf den Duke of Lennox, „hat eine Burg aus Kalk und Stein an den Ufern des River Foyle bauen lassen, 50' x 25' x 3½ Stockwerke hoch, mit Schindeln verkleidet und mit vier Flankierungstürmen darauf. Es gab ein eisernes Fallgatter; die wichtigsten Holzteile und Verbindungsstücke waren aus Eiche und wurden verlegt, aber nicht vernagelt oder Abteilungen gefertigt. Die eisernen Fenstergitter waren in der Burg fertig zum Einbau.“
Ludovic Stewart, 2. Duke of Lennox, erhielt Mongevlin Castle und die umgebenden 400 Hektar Ländereien am 23. Juli 1610 durch königliches Patent. Nach dem Tod von Ludovic Stewart am 16. Februar 1624 fielen sein Titel des Duke of Lennox, die Burg und die Ländereien an seinen Bruder, Esmé Stewart, 3. Duke of Lennox. Esmé Stewart hatte 1609 Katherine Clifton, 2. Baroness Clifton, geheiratet und das Paar hatte 11 Kinder. Nach dem Tod von Esmé im August 1624 heiratete seine Witwe um 1632 James Hamilton, 2. Earl of Abercorn. James Hamilton, 6. Earl of Abercorn, ließ 1704 eine Gedenktafel zur Erinnerung an seine Mutter, Hon. Elizabeth Hamilton, aufstellen.
König Jakob II./VII. von England und Schottland besuchte Mongavlin Castle auf seinem Weg zur belagerten Stadt Derry im Jahre 1690. Von hier aus schickte er einen Brief, in dem er die Aufgabe vorschlug, aber diese wurde verweigert.
Heute ist die Burg eine Ruine; nur ein kleiner Teil steht noch.